# The King of Fighters
The King of Fighters (oder kurz KOF) ist eine Fighting-Game-Serie von SNK, die 1994 ihr Debüt feierte. Der Hersteller vereinte dabei Elemente und Figuren aus den hauseigenen Serien Fatal Fury und Art of Fighting und brachte auch Figuren aus früheren Spielen mit ein.
The King of Fighters führte das 3-gegen-3-Teamkampfsystem ein, sowie andere Elemente wie Attack Deflector (Ausweichen) und Emergency Escape (Abrollen), die später auch in vielen anderen Spielen Anwendung fanden.
Ein Merkmal der Serie ist, dass seit 1994 jedes Jahr eine neue Ausgabe von The King of Fighters erscheint, die die Geschichte der Serie fortsetzt. Bis 2003 erschien jeder Teil für die zu der Zeit schon sehr betagte Neo-Geo-Hardware. Da diese an die Grenzen ihrer Leistungsfähigkeit stieß, und die Emulation des Neo Geos praktisch perfekt war (was wiederum die Software-Piraterie einfach machte), ließ SNK vom Neo Geo ab und gab bekannt, für zukünftige Ausgaben die Hardwareplattform Atomiswave einzusetzen. Im Dezember 2004 gab man bekannt, die Serie nicht mehr in Jahresabständen zu veröffentlichen.

## Chronologie
Die meisten Spiele der Serie wurden für das Neo Geo entwickelt und später für die aktuellen Konsolen der Zeit umgesetzt. Andere Spiele mit dem Namen King of Fighters existieren zum Beispiel für den Game Boy, den Game Boy Advance und das Neo Geo Pocket.
Die Geschichte von King of Fighters ist in drei Sagen mit diversen Kapiteln und ein Unterkapitel namens „Dream Match“ unterteilt. Dieses Unterkapitel hat jedoch keinen Einfluss auf die Hauptgeschichte, es kombiniert lediglich Figuren aus alten und neuen Spielen der Serie in einer Ausgabe. Das erste Spiel der Serie, KOF '94, ist eine kleine Ausnahme, da es sowohl die Hauptgeschichte erzählt, als auch als Teil des „Dream Matches“ angesehen werden kann.
In jeder bisherigen Ausgabe der King of Fighters wird speziell auf eine der Figuren eingegangen. Diese ist dann in dieser Geschichte der Held. Diese Rollenverteilung ändert sich jedoch mit jeder Folge der Saga. Das Team, in dem der Held der Geschichte mitspielt, wird generell als das Heldenteam bezeichnet. Durch die ganze Orochi-Saga ist Kyo Kusanagi der Hauptheld, und sein Team bleibt unverändert. In der NESTS-Saga besetzt K' diese Rolle, und das Team der Helden wird mehrfach verändert. In der neuen Saga (The King of Fighters 2003) wiederum, wird Ash Crimson in das Rampenlicht gestellt. In Maximum Impact belegen Alba Meira und Soiree Meira die Hauptrollen.
Die Geschichte um das King-of-Fighters-Turnier, nach welcher die Serie benannt wurde, begann bereits in Fatal Fury und wurde in Fatal Fury 2 fortgesetzt.

### Hauptserie

#### Die Orochi-Saga
- The King of Fighters '94 (Kapitel 1)

Als eine Fortsetzung der Geschichte aus der Fatal-Fury-Serie beginnt das King-of-Fighters-Turnier erneut. Gesponsert von Rugal Bernstein, gibt es erstmals im Turnier Teamkämpfe mit je 3 Mitgliedern pro Team.
- The King of Fighters '95 (Kapitel 2)

Teams aus aller Welt kämpfen gegen Rugal Bernstein, der die Macht von Orochi für sich nutzen will.
- The King of Fighters '96 (Kapitel 3)

Nach dem Fall von Rugal kehren die Teams zurück, um den mysteriösen Goenitz zu bekämpfen.
- The King of Fighters '97 (Kapitel 4)

Das Turnier wird mit 9 Teams und zwei Einzelkämpfern fortgesetzt, um den bösen Orochi und seine Diener zu vernichten.
- The King of Fighters '98 – The Slugfest/The King of Fighters '98 – Dream Match Never Ends

Unabhängig von der Hauptgeschichte von KOF. Diese Folge beinhaltet Kämpfer und Elemente aus den Vorgängern.

#### Die NESTS-Saga
- The King of Fighters '99 – Millennium Battle (Kapitel 5)

Nach dem Untergang von Orochi und dem Verschwinden von Kyo Kusanagi, wird das KOF-Turnier fortgesetzt. Krizalid will das Turnier dazu benutzen, die Weltherrschaft an sich zu reißen. Erstmals wird ein neues Kampfsystem namens „Striker System“ eingeführt.
- The King of Fighters 2000 (Kapitel 6)

Das Turnier ist zurück, dieses Mal sollen die Kämpfe zur Energieversorgung der Zero Cannon benutzt werden.
- The King of Fighters 2001 (Kapitel 7)

Neue Kämpfer betreten die Arenen, und alte Haudegen kehren zurück, um den wirklichen Anführer von NESTS, Igniz, zu vernichten. Dieses ist das erste KOF-Spiel, das von der Firma Eolith entwickelt wurde.
- The King of Fighters 2002 – Challenge to the Ultimate Battle

Diese Folge bringt das klassische Drei-gegen-Drei-Kampfsystem zurück und beinhaltet Teams der Vorgänger. Der finale Gegner ist auch ein bekanntes Gesicht: Rugal Bernstein, der mit neuen, mächtigen Verbesserungen als Omega Rugal antritt.

#### Die "Tales of Ash" Saga
- The King of Fighters 2003

Beginnt einen neuen Hauptstrang in der Geschichte von "King of Fighters", einige der alten Kämpfer kehren zurück und der neue Hauptcharakter Ash Crimson wird eingeführt. Dieses Spiel führt auch das Tag-Team-Kampfsystem in KOF ein.
- The King of Fighters XI (2005)

Erster Teil der Serie der nicht mehr für das Neo Geo erscheint.
- The King of Fighters XII (2009)

Beinhaltet komplett neu gezeichnete Animationen für alle Kämpfer, hat aber dafür keinerlei Story.
- The King of Fighters XIII (2010)

Setzt die Geschichte aus KOFXI fort und beendet die "Tales of Ash" Saga.

#### Die Shun'ei-Saga
- The King of Fighters XIV (2016)

Erster Teil der Hauptserie der 3D Charaktere verwendet. Start der Shun'ei-Saga.
- The King of Fighters XV (2022)

Setzt die Geschichte aus KOF XIV fort.

### Remakes
- The King of Fighters NeoWave (2004)

Ein Titel, der zur Einführung von KOF auf die Hardware „Atomiswave“ dienen sollte. Es wird als erweitertes Remake von The King of Fighters 2002 angesehen, beinhaltet jedoch auch einige neue Funktionen.
- The King of Fighters '94 RE-BOUT (2004)

Ein erweitertes Remake von The King of Fighters '94.
- The King of Fighters '98: Ultimate Match (2008)

Eine erweiterte Version von The King of Fighters '98.
- The King of Fighters '98: Ultimate Match Final Edition (2010)

Ein weiteres Remake von KOF98 und eine überarbeitete Version von Ultimate Match.
- The King of Fighters 2002: Unlimited Match (2009)

Ein Remake von The King of Fighters 2002.

### Andere Spiele außerhalb der Hauptserie
- Nettou The King of Fighters '95

Eine Umsetzung von The King of Fighters '95 für den Game Boy, die einen versteckten Finalgegner, Nakoruru, aus der Samurai-Showdown-Serie beinhaltet.
- Nettou The King of Fighters '96

Eine Umsetzung von The King of Fighters '96 für den Game Boy. Diese beinhaltet zusätzlich Versionen von Leona und Iori Yagami, und einen versteckten Finalgegner: Mr. Karate aus Art of Fighting.
- The King of Fighters R-1

Eine Umsetzung von The King of Fighters '97 für das Neo-Geo Pocket.
- The King of Fighters R-2

Eine Umsetzung von The King of Fighters '98 für das Neo-Geo Pocket.
- The King of Fighters: Battle de Paradise

Brettspiel mit Themen aus KOF, erschienen für das Neo-Geo Pocket.
- The King of Fighters EX: Neo Blood

Eine Umsetzung von The King of Fighters '99 für den Game Boy Advance, mit einem neuen Kämpfer namens Moe Habana und Geese Howard als Endgegner.
- The King of Fighters EX2: Howling Blood

Eine Umsetzung von The King of Fighters '2000 für den Game Boy Advance, mit 4 neuen spielbaren Kämpfern und einem komplett neuen Endgegner.
- The King of Fighters Kyo

Ein Rollenspiel für die PlayStation, das ausschließlich in Japan erschienen ist. Das Spiel folgt der Geschichte um Kyo kurz vor den Ereignissen von KOF '97.
- King of Fighters: Maximum Impact

Ein Ableger der Serie, produziert von einer ehemaligen SNK-Tochterfirma namens Noise Factory. Das erste KOF-Spiel, das ausschließlich für Konsole erschienen ist, und das erste 3D-Kampfspiel, das auf der Serie basiert. Das Spiel erinnert jedoch mehr an Fatal Fury als an seinen Namensgeber.
- The King of Fighters: Maximum Impact 2

Der Nachfolger von KOF: Maximum Impact.
- The King of Fighters: Maximum Impact Regulation A

Eine Überarbeitete Version von Maximum Impact 2 die das 3 gegen 3 Kampfsystem aus der Hauptserie in der Maximum Impact Serie einführt. Enthält keinerlei Story Elemente.

## Anime
In den Jahren 2005 und 2006 erschien der vierteilige Web-Anime mit dem Namen The King of Fighters: Another Day. Jede Folge hat eine Spieldauer von etwa zehn Minuten.

## Verfilmung
Wie die japanische Zeitschrift Famitsu berichtete, begannen die Dreharbeiten Ende November 2009 in Kanada. Der fertige Film fand im Jahr 2010 seinen Weg in die Kinos, erhielt jedoch überwiegend keine guten Kritiken. Regie führte Gordon Chan. Darsteller im Film sind u. a. Maggie Q, Sean Faris, Will Yun Lee, Ray Park, David Leitch.
Die besten Kämpfer der Welt sind in eine andere Dimension transportiert worden und treten dort gegeneinander an. Der größenwahnsinnige Rugal hat drei alte Artefakte gestohlen, mit denen er die Möglichkeit hat, das sagenumwobene "Orochi" und dadurch unermessliche Macht zu erlangen. Es liegt nun an den "King-of-Fighters"-Teilnehmern, dies zu verhindern.